# Ounjougou
Ounjougou is een belangrijk complex van meer dan honderd archeologische vindplaatsen in de Boven-Yamé-vallei op het Bandiagara-plateau in Dogon-land, Mali. De analyse van vele lagen die rijk zijn aan archeologische en botanische overblijfselen heeft het mogelijk gemaakt om een belangrijke chronologische, culturele en ecologische volgorde vast te stellen die cruciaal is voor het begrip van de nederzettingspatronen in de  binnendelta van de Niger en West-Afrika. Ounjougou heeft het vroegste aardewerk opgeleverd dat in Afrika is gevonden, en wordt verondersteld samen met Oost-Azië een van de vroegste regio's te zijn waar een onafhankelijke ontwikkeling van aardewerk plaatsvond.

## Early Stone Age
Het vroegste bewijs van menselijke bewoning wordt gevormd door een lithische industrie die bestaat uit veelvlakken van kwartsietzandsteen en subsferoïden samen met bewerkte keien. De technologische en typologische aspecten van deze artefacten suggereren een vroege fase van de Early Stone Age. Voor de afzettingen die boven deze formaties lagen, werd een OSL-datum van ongeveer 180.000 BP verkregen, een terminus ante quem voor deze steenindustrie. De technische kenmerken suggereren echter een leeftijd van minstens 500.000 BP. Hoewel het Acheuléen elders wijdverspreid is, is ze tot nu toe niet gevonden in de Ounjougou-zone en het Dogon-land in het algemeen. Dit kan duiden op het bestaan in West-Afrika van regio's die niet werden bezocht door Acheuléen-populaties, hoewel deze in aangrenzende regio's goed vertegenwoordigd zijn.

## Middle Stone Age
Alle andere steenindustrieën uit het Pleistoceen in Ounjougou werden chronologisch geassocieerd met de Middle Stone Age. Een rond 150.000 BP gedateerde Levallois-kern, geïsoleerd gevonden in stratigrafische context, is het eerste bewijs voor de Middle Stone Age in Ounjougou.  
Tijdens het Laat Pleistoceen worden de tekenen van bewoning op alle sites frequenter. Tussen 100.000 en 22.000 BP werden 25 verschillende technologische groepen geïdentificeerd, met een concentratie tussen 50.000 en 30.000 BP. De industrieën tussen 100.000 en 20.000 BP zijn zeer divers. Het verschijnen van een klingenproductie ongeveer 65.000 BP, gevolgd door discoïdale reductie ongeveer 60.000 BP, het verschijnen van bladvormige vuistbijlen ongeveer 50.000 BP en de verdwijning van de Levallois-techniek ongeveer 30.000 BP zijn de meest opvallende gebeurtenissen. In de Middle Stone Age-sequentie merken we ook het verschijnen van een industrie van kwarts-keien, met kenmerken die vergelijkbaar zijn met de Early Stone Age. De studie van verschillende Ounjougou-sites bracht ook de beschrijving van een nieuwe industrie met zeer grote stenen werktuigen (rabots) en stukken verkregen door bipolaire percussie. Het bestaan van dit soort assemblages werd vervolgens bevestigd door de opgraving van een abri op de Klif van Bandiagara. De diversiteit van de Middle Stone Age-industrieën en hun opvolging zonder duidelijke verbanden suggereert een regelmatige vernieuwing van menselijke groepen in de regio. Tussen 20.000 en 10.000 BP was er een belangrijke hiatus, grotendeels te wijten aan een periode van droogte.

## Later Stone Age
Tijdens de eerste helft van het 10e millennium v.Chr. verscheen het eerste aardewerk in Ounjougou. De regio werd geconfronteerd met de terugkeer van meer vochtige omstandigheden, met een snelle terugkeer van de moessons na de Jonge Dryas en het ontstaan van een open grasland-savanne op het Bandiagara-plateau. Het aardewerk werd gekenmerkt door kleine schaaltjes met ingedrukte decoraties. Het verschijnen van aardewerk in Ounjougou valt samen met een lithische industrie met kleine tweezijdige punten. Deze innovaties houden zeer waarschijnlijk verband met veranderingen in het milieu, de nieuwe samenstelling van de bejaagde fauna die daaruit voortkwam en de ontwikkeling van eetbare wilde grassen. Deze fase valt dus waarschijnlijk samen met de totstandkoming van een vorm van proto-landbouweconomie, bestaande uit een strategie van selectieve en intensieve grasoogst. In de lagen gedateerd tot het 8e millennium v.Chr. wordt het aardewerk ook geassocieerd met maalgereedschappen (maalstenen en vijzels).
Aan het einde van het Vroege Holoceen was er een belangrijke archeologische pauze van ongeveer 2000 jaar. Een nieuwe bezetting van de Yamé-vallei tussen de 6e en 4e millennium v.Chr. kenmerkt zich door een lithische industrie gespecialiseerd in tweezijdig gevormde punten van kwartsitisch zandsteen. Tussen 5.300 en 3.000 v.Chr. weerspiegelen de vondsten duidelijk de vochtigere klimatologische context van het Holoceen subpluviaal.
Tijdens de overgang van het Midden- naar het Late Holoceen maakte de Ounjougou-zone nog steeds deel uit van een dicht beboste Soedanese savanne, geassocieerd met draslanden met Guinese verwantschappen.
Tussen 2.600 en 2.200 v.Chr. begon het landschap te veranderen, samenhangend met een verschuiving in vegetatiezones als gevolg van een vermindering van de neerslag. Het is mogelijk dat in deze periode pastorale populaties van de zuidelijke rand van de Sahara de Yamé-vallei bezochten tijdens seizoensgebonden veetrek. Archeologische en botanische overblijfselen wijzen erop dat zich tussen 1.800 en 1.400 v.Chr. landbouwers in de Yamé-vallei vestigden, in een droge klimatologische context maar vochtiger dan nu. Tussen 1.400 en 800 v.Chr. ontwikkelden zich landbouwpopulaties en ontstonden boerendorpen in de Yamé-vallei. Sommige kenmerken van de materiële cultuur uit deze periode duiden op banden met verschillende regio's in de Sahara en de Sahel, zoals Gourma en Mema, wat een weerspiegeling is van een grote culturele stroming die ten minste een deel van zijn oorsprong in de regio Dhars in het zuidoosten van Mauritanië vindt.
De steentijd eindigde hier tussen 800 en 400 v.Chr., waarna de archeologische opeenvolging  gedurende enkele eeuwen wordt onderbroken, deels in verband met meer droge klimatologische omstandigheden.

## IJzertijd
Archeologisch wordt de pre-Dogon-periode in Ounjougou gedateerd vanaf de 4e eeuw v.Chr., maar haar bloeitijd bevindt zich tussen de 7e en 13e eeuw na Christus. De keramische en metalen assemblages uit deze periode zijn bekend door de site van Dangandouloun, een rotsschuilplaats met rituele functie. Op de site van Dourou-Boro nabij de Klif van Bandiagara werd tussen de 3e en 4e eeuw een reeks funeraire structuren van klei gebouwd, die tot de 9e eeuw werden gebruikt, en toegeschreven werden aan de pre-Dogon-periode. Deze bevindingen, die een belangrijk archeologisch hiaat hebben opgevuld, stellen het concept van afzonderlijke Toloy- en Tellem-culturen in vraag, zoals voorgesteld na onderzoek in de grotten van de klif bij Sangha.
Het sinds de jaren zeventig algemeen aanvaardde model ging uit van een hiaat tussen de Toloy en de Tellem, op basis van een chronologische onderbreking, en verschillen in architectuur en keramische tradities. Recente gegevens pleiten echter voor een herziening van dit paradigma, dat uitgaat van een driestappenpopulatiemodel (Toloy, Tellem en Dogon). Nieuwe informatie suggereert dat het Dogon-land de afgelopen twee millennia een open regio is geweest, waarin door de eeuwen heen veel culturele kenmerken zijn geïntegreerd door migrantengroepen en ambachtslieden, met voorwerpen en kennis uit meerdere gebieden, zoals Mema en de binnendelta van de Niger in het noordwesten, Gourma of Oudalan in het oosten, Burkina Faso of zuidoostelijk Senegal, zonder een volledige vervanging van de bevolking.
Onderzoek in Ounjougou toonde ook verbanden tussen het Bandiagara-plateau en de aangrenzende etnolinguïstische sferen der Mandé, Gur en Songhai. Analyse van de keramiekassemblages aan het oppervlak van een tiental verlaten dorpen in de buurt van Ounjougou en koolstofdatering van een van deze geven aan dat het Bandiagara-plateau vanaf de 15e eeuw werd bevolkt door de Dogon. Bovendien onthullen etnohistorische onderzoeken verschillende vestigingsgolven door verschillende Dogon-clans, gevolgd door meerdere verplaatsingen en herbezettingen van dorpen die verband houden met klimatologische, ecologische of politieke oorzaken, die tot op heden tot uiting komen in een aantal landconflicten.